# 航空機乗員養成所
航空機乗員養成所（こうくうきじょういんようせいじょ）は、1930年代後半（昭和10年代）に逓信省の外局である航空局が設置した民間航空機乗員を養成する施設。

## 概要
初期の航空機は貨物を運ぶにはパワー不足であり、民間航空機の主要な役割は従来の手段を使うよりも早く郵便物を運ぶ郵便機であった。このため航空業務の管轄は郵便を司る官庁となっていた国も多く、日本では1923年に陸軍省から逓信省航空局に民間航空の業務が移管されていた。
主目的は民間機（主に郵便機）の操縦士を養成することであったが、有事の際に動員できる操縦士を増やすという目的もあり、生活は軍隊式、所長はじめ教官も予備役軍人であり、卒業後は陸軍や海軍の航空部隊に入隊して予備下士官に任官するなど軍学校としての要素も強かった。庶民には操縦訓練の費用を工面するのが難しい時代に全寮制で実業学校相当の教育機関に無料で通えることから倍率は高かった。
1938年（昭和13年）から順次地方航空機乗員養成所が全国に15ヵ所設置された。1939年（昭和14年）には中央航空機乗員養成所が設置された。1943年（昭和18年）地方航空機乗員養成所は航空機乗員養成所と改称され、中央航空機乗員養成所は高等航空機乗員養成所に改称された。

## 養成過程

### 操縦生
満17歳～19歳、旧制中学校3年生1学期修了以上の学力を有する者から選抜。 
修業期間は8か月で飛行機の操縦を専門に教育、卒業と同時に二等飛行機操縦士と二等航空士の免状を交付され、予備下士官として任官した。 

### 本科生
尋常小学校6年卒を採用。5年間の在学中に文部省令による甲種工業学校課程普通教科と航空機製作、修理、整備等の技術、グライダーおよび飛行機の操縦術を教育。適性によって操縦と機関に分かれ、操縦科は卒業後に二等飛行機操縦士、二等航空士、二等滑空士の免状を交付され、本人の希望により、陸海軍軍人や旧制高等学校、旧制専門学校、大学予科への進学ができた。

## 高等航空機乗員養成所
- 松戸高等航空機乗員養成所（千葉県松戸市）
- 福山高等航空機乗員養成所（広島県深安郡大津野村）
- 古河高等航空機乗員養成所（茨城県猿島郡岡郷村）

## 地方航空機乗員養成所

### 陸軍系
- 仙台地方航空機乗員養成所（宮城県仙台市霞の目）
- 米子地方航空機乗員養成所（鳥取県米子市両三柳）
- 熊本地方航空機乗員養成所（熊本県菊池郡合志村）
- 新潟地方航空機乗員養成所（新潟県北蒲原郡松ヶ崎浜村）
- 印旛地方航空機乗員養成所（千葉県印旛郡船穂村草深）
- 京都地方航空機乗員養成所（京都府久世郡御牧村）
- 古河地方航空機乗員養成所（茨城県猿島郡岡郷村）
- 岡山地方航空機乗員養成所（岡山県岡山市福田地先埋立地）
- 筑後地方航空機乗員養成所（福岡県八女郡岡山村）
- 都城地方航空機乗員養成所（宮崎県都城市横市）

### 海軍系
- 郡山地方航空機乗員養成所（福島県）
- 福山地方航空機乗員養成所（広島県深安郡大津野村）
- 愛媛地方航空機乗員養成所（愛媛県周桑郡吉井村）
- 長崎地方航空機乗員養成所（長崎県諫早市字小野島）
- 天草地方航空機乗員養成所（熊本県）

※ 郡山・天草は建設途中で海軍に接収されたため、乗員養成所として開設されなかった

## 戦後
敗戦により民間航空が禁止され民間機パイロットの養成も途絶えた。1954年に民間航空が解禁された後も新規の民間パイロットの養成は途絶えていたため、国主導で日本人パイロットを養成すべく1954年に運輸省の付属機関として航空大学校が設立された。航空機乗員養成所とは違い純粋な民間パイロットを養成する機関であり、軍隊式の教育を廃止するなど軍学校の要素は皆無である。逆に教育費として200万円ほどの負担が必要となる。
自衛隊のパイロットは独自に養成されており、外部から起用することはない。
写真などの資料は郵政省が引き継がれた。現在では郵政博物館に所蔵されている。

## 文献
- 熊本の戦争遺跡研究会、『熊本の戦争遺跡』、2010, 創想舎　ISBN 978-4-902227-10-9　黒石原飛行場、天草飛行場の遺跡記述あり。
- 逓信省航空局　航空機乗員養成所物語1～28　日本航空協会がまとめた出身者の回想録。
- 逓信省航空局　航空機乗員養成所　年表

## リンク
- 逓信省航空局　航空機乗員養成所物語1 - 日本航空協会
- 航空機乗員養成所の写真 - 郵政博物館